# آمال ماهر
آمال ماهر (زادهٔ ۱۹ فوریهٔ ۱۹۸۵) خواننده اهل مصر است. صدای قوی او، دل‌های بسیاری از شنوندگان را به دست آورده است. او تحت تأثیر ام کلثوم است. آمال ماهر کنسرت‌های بسیاری در مصر و کشورهای همسایه برگزار کرده است و در اغلب کنسرت‌ها به او لقب ام کلثوم می‌دهند. آمال ماهر یکی از هنرمندان با استعداد نسل خود است. نخستین بار در زمان کودکی آواز خواند و بعد در سن پانزده سالگی استعدادش کشف شد. او تصمیم گرفت به جای گذراندن تحصیلات به شیوه‌ی سنتی، در کنسرواتوار موسیقی عربی ثبت نام کند تا بتواند آواز بخواند. او به زودی با آهنگساز محمد دیئه (انگلیسی: Mohamed Diae) ملاقات کرد که این دیدار درنهایت به ازدواج انجامید و حاصلش پسری  به نام عمر است. دیئه به آمال ماهر کمک کرد تا ترانه و ویدئو را برای «ايه بينک وبينها» انتشار دهد. این آهنگ در رادیو و تلویزیون موسیقی محبوب بود. ماهر اولین آهنگ خود را به طور رسمی در سال ۲۰۰۶ منتشر کرد و حمایت عمار الشریعی را که پدر معنوی او به‌شمار می‌رود دریافت کرد. او در طول زندگی حرفه‌ای آمال ماهر، همواره پشتیبان  او بوده‌ است.